# Rosalie Gangué
Rosalie Bangué Peng Gangué  (ur. 31 maja 1975) – czadyjska lekkoatletka specjalizująca się w biegach średniodystansowych. Reprezentowała swój kraj na Letnich Igrzyskach Olimpijskich w Barcelonie.
Mając 17 lat, Rosalie Gangué wystąpiła na Igrzyskach w Barcelonie. W pierwszej rundzie konkurencji na 800 m odpadła poprzez dyskwalifikację. W biegu ćwierćfinałowym na 1500 m uzyskała czas 5:06,31 i zajęła 10. miejsce, które nie premiowało awansu do półfinału.